# Dipropylphthalat
Dipropylphthalat ist eine chemische Verbindung aus der Gruppe der Phthalsäureester.

## Eigenschaften
Dipropylphthalat ist eine gelbliche, brennbare, schwer entzündbare Flüssigkeit, die praktisch unlöslich in Wasser ist.

## Verwendung
Dipropylphthalat wird zur Herstellung von Weichmachern, Polymeradditiven und anderen Verbindungen verwendet. Es wird auch als Weichmacher und Katalysator für Olefin-Polymerisationen eingesetzt.

## Sicherheitshinweise
Dipropylphthalat wirkt als endokriner Disruptor.